# 変態光景
『変態光景』（へんたいこうけい）は、2005年に発売された、アヴァ (企業)制作のSMが主題のアダルトビデオ作品。

## 概要
アートビデオ（アヴァ）の中では比較的例のない、一本のタイトルの中に複数のドラマが収録された構成の作品。副題は「猟奇SM短編集」。そのサブタイトルの通り、2本の中編作品「ブルセラ緊縛魔」と「若妻肛虐エネマダム」のSMドラマが収録されている。前者の主演女優は吉岡みみ、後者の主演女優は星野美優。
続巻『変態光景2』も発売されているが、『1』同様、個々のドラマが別途に展開するオムニバス作品ゆえ、特に登場人物や物語設定上の関連性は無い。ただし本作は、続巻『2』収録のものともども、旧式の木造アパートの限定された一室で一定時間のドラマが進行するという趣向が採用され、同じ趣向のSMアダルトビデオ作品が多い、アートビデオ（アヴァ）らしい内容になっている。

## ストーリー

### ブルセラ緊縛魔
中年男で高校教師の「私」は、一年前から年の離れた恋人関係にあった教え子で、今は大学一年生の吉岡みみを古アパートの二階に呼び出す。その目的は、彼女にセーラー服に着替えさせて淫らにきびしく縛り上げ、縄や鞭でその若く美しい体を嬲るためだった。そんな恋人の性癖を承知しながら、みみは今日も彼の指示するまま、廃アパートに通う……。

### 若妻肛虐エネマダム
宅配便業者を装った暴行魔は、若妻が一人で留守を守るアパートに乱入。彼女を縛り上げてレイプ。ついには浣腸と強制排泄にまで及ぶのだった……。

## 登場人物

### ブルセラ緊縛魔
私
本作の主人公格。中年の現役高校教師。かつて教え子だったみみとは一年前からひそかな恋人関係にあり、女子大生となった彼女を廃アパートの二階の部屋に呼び出しては、合意のSMデートで可愛がる。
吉岡みみ（よしおか　みみ）
本作のヒロイン。19歳の女子大生一年生。「私」とは愛し合っており、サディストの彼の求めるまま廃アパートで調教を受ける。デート場所には、カジュアルなジーンズのミディスカート姿で赴くが、持参した鞄の中には「私」の指示でセーラー服一式が入っている。みみは「私」とキスをしたのち、女子大生ながら、彼の前でセーラー服に着替え。パンティも、フリルのついたおしゃれなものから、純白で無地の綿製のものに履き替える。実際のプレイではスカートをたくし上げ、パンティをさらしたまま両手をまとめて頭上に、次いで後ろ手に縛られ、股縄や乗馬鞭で下半身を責められて泣きわめく。特に後者による責めでは、羞恥と楽な姿勢を求める思いから脚を閉じようとするたびに内股を強く叩かれ、パンティをつけたままながら、大股開きの恥ずかしい姿を「私」の前にさらす。その後は、左右に立てられた二本の棒に、手首足首を、全身が大の字になるようにくくられる。そしてパンティも剥ぎ取られた状態の股間を、ラケット状の道具で繰り返し叩かれて泣き悶える。

### 若妻肛虐エネマダム
暴行魔
本作の主人公格の中年男。宅配便の配送係を装って、緊縛・拷問道具を詰めた箱をアパートに運び込んだ。
若妻
本作のヒロイン。抵抗するが、暴行魔にレイプされ、緊縛・浣腸などの辱めを受ける。

## キャスト
- 吉岡みみ：吉岡みみ
- 若妻：星野美優

## スタッフ
- 監督：森田晋